# Кумство
Кумство је духовно сродство између особа које нису у крвном сродству.
Кумство се јавља у разним културама широм света у различитим облицима, а код Словена води порекло из прехришћанских времена. У хришћанству се најчешће везује за крштење, нарочито код деноминација које практикују крштење мале деце, где кум има моралну обавезу да обезбеди хришћански одгој детета, нарочито ако родитељи нису у могућности или жељи да пруже верско образовање.

## Хришћанство

### Порекло и историја
Још у 2. веку нове ере, крштење новорођенчади је почело да добија на прихватању међу првим хришћанима за духовно прочишћење и друштвену иницијацију одојчади, захтев за извесним исповедањем вере захтевао је коришћење одраслих који су били спонзори за дете. Они су вокализовали исповедање вере и деловали као гаранти духовних уверења детета.
Обично су ови спонзори били природни родитељи детета, као што је 408. године нагласио свети Августин који је сугерисао да могу, чини се изузетно, бити и други појединци. У року од једног века, Јустинијанов зборник указује да су родитељи скоро потпуно замењени у овој улози. Ово је разјашњено 813. године када је Синод у Мајнцу забранио природним родитељима да буду кумови својој деци.
До 5. века, мушки спонзори су се називали „духовним очевима“, а до краја 6. века су се помињали као „сапутници“ и „коматери“, што сугерише да се на њих гледа као на духовне сародитеље. Овај образац је обележено стварањем законских препрека за брак које су биле паралелне онима за друге облике сродства. Јустинијанов декрет из 530. године забрањује брак између кума и његовог кумчета, а ове препреке су наставиле да се множе све до 11. века, забрањујући брак између природних и духовних родитеља, или оних који су с њима директно повезани. Како се миропомазање појавило као засебан обред од крштења из 8. века, појавио се и други скуп спонзора, са сличним забранама. Тачан обим ових духовних односа као препрека за брак у католичанству био је нејасан све до Тридентског сабора, који га је ограничио на односе између кумова, детета и родитеља.

#### Током реформације
Лутер, Цвингли и Калвин су сачували крштење деце против напада радикалнијих реформатора, укључујући анабаптисте, а са њим и спонзоре на крштењу. Међутим, Лутер се оштро противио брачним баријерама које је то створило, Цвингли је наглашавао улогу родитеља и пастора, а не „сведока“, у верској настави, а Калвин и његови следбеници су више волели да спонзори буду природни родитељи. Један кум је задржан у крштењу у Женеви и међу француским калвинистима, али су их неки Калвинови следбеници, посебно у Шкотској и на крају у енглеским колонијама у Америци, у потпуности одбацили.

#### Број спонзора
У раној цркви, изгледа да је један спонзор био норма, али у раном средњем веку, изгледа да их је било двоје, по један сваког пола, и ова пракса се углавном задржала у православном хришћанству. Године 888, Католички сабор у Мецу покушао је да ограничи број на један, али изгледа да се пролиферација наставила. У Шпанији почетком 14. века бирало се чак 20 кумова. У Енглеској, Синод из Ворчестера (1240) одредио је три спонзора (два истог пола и један супротног), и то је остало као норма у Енглеској цркви. Тридентски сабор је покушао да ограничи број кумова на једног или два, али пракса се разликовала у католичком свету.

### Модерне праксе

#### Англиканска заједница
Енглеска црква, матична црква англиканске заједнице, задржала је кумове у крштењу, формално уклонивши брачне баријере 1540. године, али је питање улоге и статуса кумова наставило да се расправља у енглеској цркви. Они су укинути 1644. године путем Директоријума јавног богослужења који је прогласио парламентарни режим Енглеског грађанског рата, али су наставили да се користе у неким жупама на северу Енглеске. После рестаурације 1660. поново су уведени у англиканство, уз повремене примедбе, али су их одбациле скоро све несложне цркве. Постоје неки докази да је обновљена институција изгубила део свог друштвеног значаја као и своју универзалност.
Тренутно у Енглеској цркви рођаци могу бити кумови, и иако није јасно да ли родитељи могу бити кумови, понекад јесу. Кумови треба да буду крштени и потврђени (иако није јасно у којој Цркви), али се од захтева за потврђење може одустати. Не постоји услов да свештенство крсти оне који нису у њиховим парохијама, а крштење се може разумно одложити како би се испунили услови, укључујући одговарајуће кумове. Као резултат тога, поједини клерици имају значајно дискреционо право у погледу квалификација кумова. Многи „савремени англикански обреди такође захтевају од родитеља и кумова да одговоре у име беба [крштених] кандидата.“

#### Лутеранске цркве
Лутерани следе сличну теологију кумова као римокатолици. Верују да кумови „помажу [деци] у њиховом хришћанском васпитању, посебно ако остану без родитеља“. Лутерани, као и римокатолици, верују да кум мора бити и крштени и потврђени хришћанин. Неки лутерани такође следе римокатоличку традицију да хришћанин који није повезан са лутеранском деноминацијом може служити као сведок, а не као кум.

## Код Срба
Кум је некада био посредник између породице и предака, а кроз Цркву је кумство укорењено у кумству Светог Јована Крститеља. Кумство се не одбија. Кум је некада био само један за читав род, али данас свака породица има свога кума. Један кум треба да кумује у свим битним догађајима – на венчању, као и на крштењу, приликом давања имена детету. Кум се као отац стара за духовни пут својих кумчића. Кумство се наслеђује и преноси, али некада, ако је неуспешно, може и да се прекине. За кума се никад не узима комшија – са којим се увек може посвађати, а кумство је светиња. Кум, па Бог – говорило се у неким крајевима, док су у другим били умеренији – што је Бог на небу, то је кум на земљи. Кум је мили и златни. Пред кумом се скида капа, пада се на колена, љуби се земља, целива се у прса, куму се држи здравица на слави. Са кумовљевом се породицом не склапају бракови, јер већ постоји сродство – сви чланови његове породице такође су кумови.

### Обичаји
Српски народ галаксију Млечни пут зове Кумовом сламом.